# Chiesa di San Donato (Pellizzano)
La chiesa di San Donato è la parrocchiale di Castello, frazione di Pellizzano in Trentino. Risale al XV secolo.

## Storia

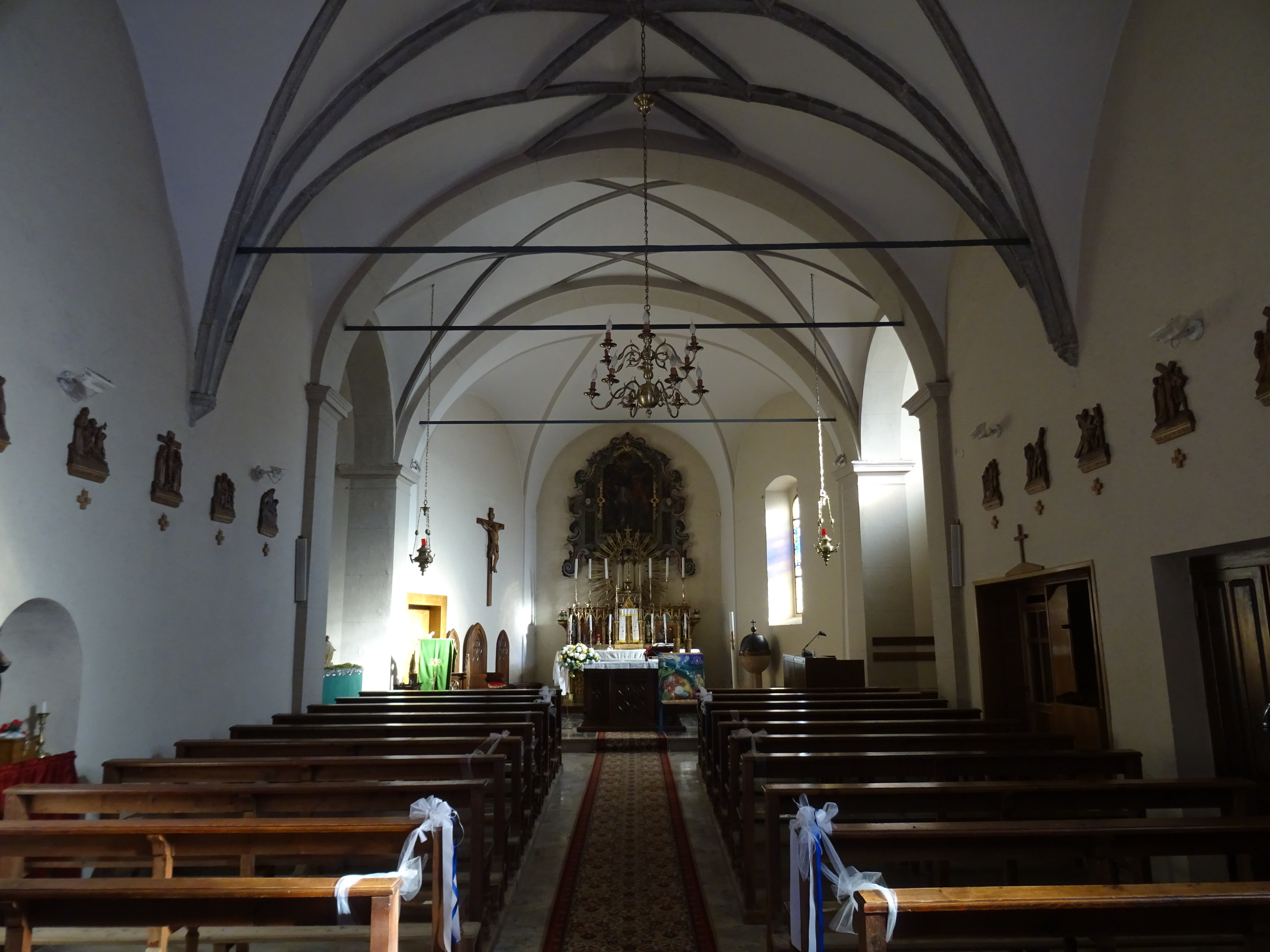
Interno

La chiesa di Castello venne costruita nel XV secolo e vi lavorarono probabilmente maestranze provenienti dalla Lombardia che in quel periodo furono molto presenti in diverse valli trentine.
La consacrazione solenne venne celebrata dal vescovo suffraganeo di Trento Francesco Dalla Chiesa nel 1503.
Ottenne dignità curaziale nel 1537, sussidiaria alla pieve di Ossana, la chiesa di San Vigilio.
Nel 1683 un incendio produsse ingenti danni e fu necessaria una sua parziale ricostruzione.
Un importante restauro con ampliamento dell'edificio venne iniziato nel 1845. Sembra probabile che in tale occasione oltre alla terza campata della sala siano state edificate cappelle laterali e presbiterio. Nel 1848 venne eretta anche la torre campanaria.
A partire dalla seconda metà del XX secolo fu oggetto di diversi interventi conservativi. Nel 1957 le strutture murarie vennero protette contro l'umidità che le stava rovinando ed altri lavori vennero eseguiti anche negli anni ottanta.
Nel primo decennio del XXI secolo fu necessario rinforzare le mura a sostegno del sagrato, in posizione elevata rispetto al centro abitato, per impedirne un possibile crollo.